# Belkaracaören, Afyonkarahisar
Belkaracaören là một xã thuộc thành phố Afyonkarahisar, tỉnh Afyonkarahisar, Thổ Nhĩ Kỳ. Dân số thời điểm năm 2011 là 518 người.